# 25912 Recawkwell
25912 Recawkwell (tên chỉ định: 2001 CP9) là một tiểu hành tinh vành đai chính. Nó được phát hiện bởi dự án Nghiên cứu tiểu hành tinh gần Trái Đất Lincoln ở Socorro, New Mexico, ngày 1 tháng 1 năm 2001. Nó được đặt theo tên Rachel Elizabeth Cawkwell, an American high school student và finalist in the 2010 Intel Science Talent Search.